# Дезаргю, Пьер Жан-Батист Мартен
Пьер Жан-Батист Мартен Дезаргю (фр. Pierre Jean-Baptiste Martin Desargus; 1776—1851) — французский военный деятель, полковник (1811 год), барон (1813 год), участник революционных и наполеоновских войн.

## Биография
Начал военную службу добровольцем во 2-м батальоне Парижа 11 июля 1791, будучи одет, экипирован и вооружён за счет отца. 20 октября 1792 года перешёл в 10-й батальон федератов. 11 июня 1793 года стал старшим сержантом роты артиллерии в этом батальоне. 8 марта 1794 года получил звание лейтенанта и 22 декабря был приписан к 17-й линейной полубригаде. 30 июня 1799 года прямо на поле боя при Треббии, в ходе которого под ним была убита лошадь, произведён генералом Макдональдом в капитаны. 15 августа 1799 года при Нови был ранен пулей в левую ногу. 12 апреля 1800 года стал помощником полковника штаба Виллера. Затем в 1801 году стал временным адъютантом сперва генерала Ватрена, потом с 27 августа 1801 года – генерала Жаблоновски, участвовал в кампании на Санто-Доминго.
С августа 1803 года был адъютантом генерала Сен-Сюльписа, с которым в составе 2-й дивизии тяжёлой кавалерии участвовал в кампаниях 1805-09 годов. В 1811 году был произведён в полковники и возглавил 20-й драгунский полк.
После реставрации Бурбонов командовал департаментом Кот-д'Армор, затем 13-м легионом в Тулузе в 1818 году. 21 июля 1824 года вышел в отставку. 9 августа 1830 года вернулся к активной службе. 24 октября 1839 года окончательно вышел в отставку.

## Титулы
- Шевалье Дезаргю и Империи (фр. chevalier Desargus et de l'Empire; декрет от 15 августа 1809 года, патент подтверждён 13 августа 1811 года);
- Барон Дезаргю и Империи (фр. baron Desargus et de l'Empire; декрет от 19 ноября 1813 года, патент не подтверждён)[1].

## Награды
Легионер ордена Почётного легиона (14 марта 1806 года)
 Офицер ордена Почётного легиона (16 мая 1809 года)
 Командор ордена Почётного легиона (30 мая 1837 года)
 Кавалер военного ордена Святого Людовика